# Plinggisan
Plinggisan is een bestuurslaag in het regentschap Pasuruan van de provincie Oost-Java, Indonesië. Plinggisan telt 2816 inwoners (volkstelling 2010).